# 透明凤仙花
透明凤仙花（学名：Impatiens diaphana）为凤仙花科凤仙花属下的一个种。

## 扩展阅读
- 維基物種上的相關：透明凤仙花